# Кива, Олег Филиппович
Олег Филиппович Кива (укр. Олег Пилипович Ківа; 1947—2007) — украинский композитор, народный артист Украины (2001), автор балетов, камерных кантат, концертов для фортепиано с оркестром, симфонической, камерной, хоровой музыки для театральных постановок, кино- и телефильмов.

## Биография
Родился 5 января 1947 во Львове. Учился в музыкальной школе по классу фортепиано. Окончил Полтавскую школу № 10. В Полтавском музыкальном училище занимался теоретически факультете. На втором курсе училища (примерно в 16 лет) начал писать небольшие пьесы для фортепиано и романсы. Первые опусы не сохранились. В 1971 году окончил Киевскую консерваторию (класс Мирослава Скорика).
«Олег Кива был моим первым учеником. Он как очень талантливый человек обнаружил свою инициативу с самого начала творческого пути. Именно лирическая нота всегда была присуща его музыке. И этот лиризм проникает глубоко в душу людей, затрагивает их эмоциональные струны и не оставляет их равнодушными»(Мирослав Скорик).
По распределению Кива попал в Уманское музыкальное училище, где преподавал теоретические дисциплины (1971-1972), дирижировал местным симфоническим оркестром. Затем вернулся в Киев, вступил к Союз композиторов Украины, где стал редактором отдела пропаганды (1972-1974). Служил в армии. После демобилизации преподавал в ДМШ Киева (1974-1976). Товарищи из Союза композиторов Украины, а также в Музыкально-хорового училища, рекомендовали его на должность музыкального редактора в издательстве «Музыкальная Украина» (1977-1980). С 1980 Кива занялся творческой работой и преимущественно писал музыку к фильмам.
Умер 26 декабря 2007 года. Похоронен в Киеве на Байковом кладбище (участок № 33).

## Творчество
Творчеству Олега Кивы особенно присуща лирическая образность. Её можно охарактеризовать как органический сплав объективной, эмоционально-открытой, и субъективной, психологически углубленной лирики. Становления Кивы, как композитора приходится на конец 60-х - начало 70-х годов прошлого столетия, когда в музыкальный мир Украины целым созвездием «ворвалась» молодежь. В его первых фортепианных и камерно-инструментальных произведениях чувствовался индивидуальный почерк. Написанная в 1977 году Соната для фортепиано № 2, известная под названием «Романтическая музыка», стала визитной карточкой молодого композитора. В то же году была написана Первая камерная кантата на стихи Анны Новочадовской ознаменовала определённую творческую веху. Попробовав себя в разных жанрах, в том числе и музыкально-театральном (балет «Олеся» по повести А. Куприна), Олег Кива сосредоточился на работе в камерно-вокального жанра. Широкую известность получила его музыка для кино.

## Композиторская фильмография
1. 1980 — Долгие дни, короткие недели
2. 1982 — Нежность к ревущему зверю
3. 1983 — Карусель
4. 1984 — Груз без маркировки
5. 1985 — Тройка
6. 1986 — Год телёнка
7. 1986 — Про бегемота по имени Ну-и-пусть (анимационный)
8. 1987 — Большое путешествие (анимационный)
9. 1988 — Штормовое предупреждение
10. 1988 — Грешник
11. 1989 — Горы дымят
12. 1990 — Допинг для ангелов
13. 1991 — Казаки идут
14. 1991 — Афганец
15. 1992 — Человек из команды «Альфа»
16. 1992 — Сердца трёх
17. 1993 — Сердца трёх 2
18. 1994 — Афганец 2
19. 1995 — Дорога на Сечь
20. 1996 — Казненные рассветы
21. 1997 — Графиня де Монсоро
22. 1998 — Тупик
23. 2001 — След оборотня
24. 2002 — Кукла
25. 2004 — Пепел Феникса
26. 2005 — Мой личный враг. Детектив от Татьяны Устиновой
27. 2007 — Убить змея

## Награды и признание
- 1979 — лауреат Республиканской комсомольской премии им. Н. Островского
- 1986 — заслуженный деятель искусств УССР
- 2001 — народный артист Украины

## Факты
- Родственники называли Олега Филипповича Аликом